# One day (The ROOTLESSの曲)
「One day」（ワン・デイ）は、The ROOTLESSの1枚目のシングル。2010年10月20日にrhythm zoneから発売された。

## 概要
バンドのメジャーデビューシングル。初回限定盤1種、通常盤2種の全3種リリース。初回限定盤と通常盤Aには、表題曲「One day」のPVが収録されたDVDが同梱されている。なお、初回生産限定盤のCDジャケットには、ルフィとエースがプリントされている。また、2011年2月9日に『ONE PIECE』のファンに向けた感謝盤がリリースされており、CDジャケットにはエースが描かれており、3Dジャケットカード仕様になっている。
表題曲「One day」は、テレビアニメ『ONE PIECE』の主題歌として使用されたほか、テレビアニメ『トリコ』第1話のエンディングテーマにも使用された。

## 収録内容
| 全作詞: 野畑慎、全作曲: 内藤デュラン晴久。 |                            |           |                  |        |      |
| #                                          | タイトル                   | 作詞      | 作曲・編曲       | 編曲   | 時間 |
| 1.                                         | 「One day」                | 野畑慎    | 内藤デュラン晴久 | akkin  | 4:19 |
| 2.                                         | 「リアル」                 | 野畑慎    | 内藤デュラン晴久 | 平出悟 | 4:06 |
| 3.                                         | 「さよならの前に」         | 野畑慎    | 内藤デュラン晴久 | 平出悟 | 5:12 |
| 4.                                         | 「One day (Instrumental)」 | 野畑慎    | 内藤デュラン晴久 |        | 4:19 |
| 5.                                         | 「One day -TV Version-」   | 野畑慎    | 内藤デュラン晴久 |        | 2:30 |
| 合計時間:                                  | 合計時間:                  | 合計時間: | 20:26            |        |      |

| #  | タイトル         | 作詞 | 作曲・編曲 |
| -- | ---------------- | ---- | ---------- |
| 1. | 「One day (PV)」 |      |            |

## 楽曲解説
1. One day
  - フジテレビ系アニメ『ONE PIECE』オープニングテーマ
2. リアル
  - aja.jp TVCMソング
  - 『LOST ファイナル・シーズン』 キャンペーンCM曲

| テレビアニメ『ONE PIECE』オープニングテーマ 2010年7月18日 - 2011年4月3日 |                          |                                     |
| 前作: 矢口真里とストローハット 『風をさがして』                          | The ROOTLESS 『One day』 | 次作: 安室奈美恵 『Fight Together』 |